# Yuliya Ratkeviç
Yuliya Ratkevich, née le 16 juillet 1985 à Minsk, est une lutteuse libre azerbaïdjanaise, auparavant biélorusse.

## Biographie
Le 9 août 2012, elle obtient la médaille de bronze aux Jeux olympiques de Londres en catégorie des moins de 55 kg.

## Palmarès

### Jeux olympiques
- Médaille de bronze en catégorie des moins de 55 kg en 2012

### Championnats du monde
- Médaille d'or en catégorie des moins de 59 kg en 2009
- Médaille d'argent en catégorie des moins de 60 kg en 2014
- Médaille d'argent en catégorie des moins de 55 kg en 2010
- Médaille de bronze en catégorie des moins de 58 kg en 2015
- Médaille de bronze en catégorie des moins de 59 kg en 2013

### Championnats d'Europe
- Médaille d'or en catégorie des moins de 59 kg en 2011
- Médaille de bronze en catégorie des moins de 60 kg en 2016
- Médaille de bronze en catégorie des moins de 59 kg en 2005

### Universiade
- Médaille d'or en catégorie des moins de 59 kg en 2013